# Francisco Sanz Baldoví
Francesc Sanz Baldoví (Anna, la Canal de Navarrés, 31 de maig de 1872-València, 8 d'octubre1939), va ser un guitarrista, cantant i ventríloc valencià.

## Els començaments
Fill de Rafael Sanz i de Dolors Baldoví, va néixer a Anna al carrer del mig número 5 el dimecres 31 de maig de 1872. La tradició diu que Francesc Sanz, va aprendre a tocar la guitarra d'oïda, possiblement al costat d'algun d'aquells músics que formaven part de la primitiva banda de música. Encara que també es considera que fou deixeble de Francisco Tàrrega, i de Joaquín García de la Rosa amb els quals estudià uns tres anys.
El 1894 va començar a treballar a la companyia de sarsuela del Teatre Princesa de València i va efectuar representacions com a transformista sota el nom de Camaleonte.
Igualment, va participar com a espectador i com a intèrpret en les sessions de teatre que organitzava el Cercle Recreatiu la Unió que, a manera d'ateneu cultural i instructiu, es va crear en la localitat al començament de la dècada de 1880. Possiblement en una d'aquestes representacions, quan tenia dinou anys, va assistir al seu primer espectacle de ventrilòquia. Expliquen qui el van conèixer que aquella funció va marcar el seu futur de manera decisiva; sabia que és el que volia fer, per bé que probablement, encara no sabia com fer-ho.
Les inquietuds culturals i la necessitat de buscar fortuna després de la defunció dels seus pares el van portar en 1894, a 22 anys, a sortir del poble i buscar nous horitzons. Abans d'aquesta data, que marcarà la seua destinació posterior, trobem mostres del seu caràcter emprenedor, ja que apareix com a soci fundador de la Societat Recreativa d'Anna l'any de 1892. Els desitjos de desenvolupar les seves aptituds artístiques i les seves circumstàncies vitals el van portar a València, aconseguint que Antonio Díaz, empresari en aquella època del Teatre Ruzafa, l'admetés com tenor còmic de sarsuela i com a monologuista. El Ruzafa va ser una escola en la qual aquell noi de poble es va fer actor professional en poc menys de tres anys. La malaltia del tenor titular va fer que en poc temps tingués l'oportunitat de debutar amb èxit.
A finals de 1901 va començar els seus assajos com a ventríloc i va encarregar a l'escultor Francesc Boví (València, 1877–Saragossa, 1947) que li fes nous ninots. Va debutar a Gandia (València) el 1902, presentant vuit autòmats que cantaven i parlaven.
El seu èxit fou immediat, i va rebre moltes felicitacions com les del mestre Tàrrega. D'aquesta manera augmentà el nombre de ninots amb l'ajuda de l'escultor Francesc Boví i del mecànic Lorenzo Mataix, que li permeteren ampliar la gamma de ninots i d'autòmats a escala humana amb gran perfecció a les seves articulacions, als quals feia parlar amb veu diferent. Quatre es conserven encara en molt bon estat i poden ser visitats al Museu Internacional de Titelles d'Albaida (MITA).
Aquest èxit li dona una gran popularitat que el dugueren a fer gires per tota Espanya. Va arribar a ser convidat el 1911 per actuar a Madrid al Palau Reial davant el rei Alfons XIII i la seva família, en un festival benèfic que va tenir lloc el 17 de juny, al qual va intervenir també Jacinto Benavente, entre altres personalitats.
També dugué a terme gires per l'estranger (1912 per Amèrica del Sud), i al voltant de 1918 va filmar als estudis Hispano Films de Barcelona una pel·lícula dirigida per Maximiliá Thous, titulada Sanz y el secreto de su arte (que s'estrenà a Alacant el 1920 i més tard a Madrid, Barcelona, València i altres ciutats importants tant d'Espanya com d'Iberoamèrica), en què mostrava el maneig i mecanisme dels seus autòmats en una mena de docudrama. Una còpia d'aquesta pel·lícula ha estat restaurada recentment per la Filmoteca de la Generalitat Valenciana, després de ser donada per la filla de l'artista.

## La seua carrera

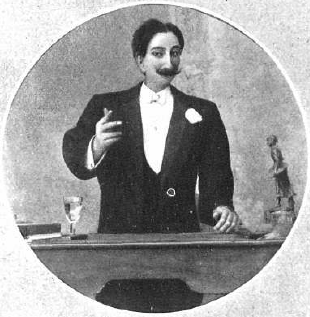
Frey Volt, una de les creacions de Sanz

Consolidada la seua trajectòria en el Ruzafa decideix llançar-se a muntar el seu propi espectacle. En 1897 debuta en un festival de Gandia amb el monòleg «Oratòria fi de segle». Aquest espectacle era bàsicament un exercici de transformisme en el qual Sanz utilitzava la seua facilitat per imitar veus i la facultat de deslocalitzar el so de la seua veu en l'escenari per mantenir la tensió escènica. Després d'aquesta etapa, va entrar a formar part del Circ Alegria, on va obtenir sonats èxits i que sobretot, el va ajudar a estendre i a popularitzar el seu espectacle per tot Espanya: Múrcia, Cartagena, Valladolid, Burgos, Vitòria, Pamplona, Bilbao, Saragossa i Barcelona, van ser algun dels escenaris que van gaudir de l'art de Sanz. En finalitzar el contracte, manà construir els decorats i al costat de la seua companyia d'actors mecànics estrenà, com a empresari d'aquella gran falla mecànica, en el Teatre Principal de València, on ja havia actuat en els seus inicis com a tenor còmic, per passar posteriorment al Principal de Castelló de la Plana i al Coliseo Imperial de Madrid, on va romandre per espai de tres mesos. A aquests escenaris van seguir: Barcelona, Màlaga, Granada, Las Palmas de Gran Canaria, Tenerife i Amèrica, a la qual torna de forma periòdica i a la qual aconsegueix fascinar. Durant aquests primers anys del segle xx, la seua presència en els millors teatres d'Espanya, Portugal i Amèrica era molt habitual aconseguint en tots ells una acceptació de públic i crítica desconeguda per a un artista de varietats en l'època.
Des de la dècada dels anys 20 del segle XX fins a 1936 va ser contractat ininterrompudament pels teatres més importants de Xile, Uruguai, Brasil, Mèxic i Cuba.
La seva companyia d'autòmats amb el pas del temps va arribar a comptar amb més de vint-i-cinc personatges, sent els més famosos Don Liborio, Don Venancio, Don Melanio, Juanito, Pepito, Cotufillo i el seu mestre, El lloro xerraire, Srta. Delirio i Frey Volt l'orador.
Als seus espectacles Sanz feia la imitació d'una conferència telefònica i feia servir efectes de veus a diferents distàncies.
El començament de la Guerra Civil va coincidir amb el seu retorn a Espanya amb vaixell, procedent de Mèxic, per la qual cosa es veié obligat a desembarcar a Le Havre (França). Durant la seua estada a França va treballar a diferents teatres i sales de festes de París i altres ciutats franceses. Finalitzada la guerra, va tornar a València l'estiu del 1939, on va morir d'un atac cerebral el 8 d'octubre.
Sanz va ser un home molt vitalista que va partir del no-res i va arribar a ser considerat com el millor ventríloc de la seua època. Com a fruit del seu treball va aconseguir tenir una gran fortuna que va acabar perdent per tornar a començar de nou, així va transcórrer el temps de la seua existència.
Luis García Berlanga, va rescatar del seu bagul Don Liborio per al film París-Tombuctú (1999).